# Saudi-Arabiens fodboldlandshold
Saudi-Arabiens fodboldlandshold er det nationale fodboldlandshold i Saudi-Arabien. Det administreres af fodboldforbundet الاتحاد العربي السعودي لكرة القدم.